# Benedito Montenegro
Benedicto Augusto de Freitas Montenegro (Jaú, 7 de abril de 1888 — São Paulo, 23 de agosto de 1979) foi um médico e político brasileiro. 

## Biografia
Benedito Augusto de Freitas Montenegro nasceu no dia 7 de abril de 1888, na cidade de Jáu-SP, filho de Henrique Montenegro e de Olímpia de Freitas Montenegro.
Iniciou seus estudos primários na Escola americana e concluiu o curso secundário em 1904 pelo Colégio Mackenzie de São Paulo. Em 1905, foi aos EUA para estudar na Faculdade de Medicina da Universidade da Pensilvânia, onde obteve seu bacharelado em 1909. No ano seguinte, de volta ao Brasil, obteve a revalidação de seu diploma e, com isso, iniciou suas atividades profissionais na cidade de São Paulo. Clinicou por um período na Santa Casa de Misericórdia de São Paulo, onde alcançou, rapidamente, notoriedade por sua competência como cirurgião.
Em 1911 foi convidado para integrar o corpo docente da Faculdade de Medicina de São Paulo, como operador da Cátedra de Anatomia Descritiva, Anatomia Topográfica e Operações e Aparelhos e finalmente, catedrático de Técnica Cirúrgica e Cirurgia Experimental e de Clínica Cirúrgica.
Teve uma das três maiores clínicas do mundo, lembra-se que em cerca de 20 anos, operou mais de três mil estômagos, sendo o primeiro cirurgião a realizar, na América Latina em 1923, a primeira gastrectomia com êxito completo.
Destacou-se também como um dos membros da Comissão de Estudos para construção dos edifícios da Faculdade de Medicina de São Paulo; participou da Missão Médica Militar Brasileira, na qualidade de tenente-coronel chefe de serviço, que seguiu para a França durante a Primeira Guerra Mundial.
Em 13 de fevereiro de 1924 participou da fundação do Rotary Club de São Paulo. 
Em 1932, aderiu a Revolução Constitucionalista, tendo exercido a função de tenente-coronel-médico, atuando na Unidade Cirúrgica Itália. Com o fim do levante armado, em outubro daquele ano, assumiu o cargo de diretor da Federação dos Voluntários de São Paulo junto com Romão Gomes, organização que visava congregar os voluntários que haviam participado do movimento rebelde.
Também atuou ativamente na Campanha Pró-Monumento e Mausoléu ao Soldado Constitucionalista de 1932, hoje existente no Parque Ibirapuera, que para tanto formou uma comissão destinada a reunir esforços para o projeto. A comissão formada reuniu-se pela primeira vez em março de 1935 e teve o então Tenente-coronel Romão Gomes como o seu primeiro presidente. A primeira iniciativa da comissão foi a abertura de um concurso, baseado em condições formuladas por um grupo de arquitetos, engenheiros e artistas plásticos, que julgariam os trabalhos apresentados, além de atividades para angariação de fundos para o projeto. Em 1936, publicou o livro Cruzes paulistas em que é apresentado a relação de combatentes paulistas mortos no conflito de 1932.
No período de 1934 de 1935, foi deputado estadual e primeiro vice-presidente da Assembleia Legislativa de São Paulo.
Em 1941, foi nomeado diretor da Faculdade de Medicina da Universidade de São Paulo e também reitor da própria universidade, tendo exercido mandato até 1947. Ainda na década de 1940, foi secretário de Educação e Saúde Pública, diretor do Departamento de Educação e Saúde Pública e diretor-clínico do Hospital das Clínicas. Concomitantemente, também atuou como fazendeiro na cidade de São João da Bocaina, hoje Bocaina-SP. Entre as décadas de 1940 e 1950, foi diretor da Revista de Cirurgia e também editor no Brasil para a revista Surgery, Ginecology and Obstetrics, além de também ser editor da América Clinica.
Na década de 1960, participou da implantação da Faculdade de Medicina de Taubaté, sendo nomeado pela primeira turma como patrono da Faculdade. Tem sua imagem estampada no prédio do Diretório Acadêmico Benedicto Montenegro (DABM) da Faculdade, em sua homenagem.
Publicou também os livros Livro jubilar (1943) e Tumores da supra-renal (1950), e ainda uma variedade de artigos nos Anais Paulistas de Medicina e Cirurgia, nos boletins da Sociedade de Medicina e Cirurgia de São Paulo.
Benedicto Montenegrou faleceu na cidade de São Paulo no dia 23 de agosto de 1979. Tinha como esposa Inês de Carvalho Montenegro, com quem teve quatro filhos.